# 고바야시 유스케 (1983년)
고바야시 유스케(일본어: 小林 優希, 1983년 10월 16일 ~ )는 일본의 전 축구 선수이다.

## 구단 경력
과거 파지아노 오카야마에서 활동하였다.